# Francesc Virgós i Baello
Francesc Virgós i Baello (Barcelona, 19 d'agost de 1920 - Barcelona, 9 de març de 2000) fou un futbolista català de la dècada de 1940.

## Trajectòria
Centrecampista que jugà al FC Barcelona entre 1937 i 1949. El 1940 fou cedit al Cadis CF i el 1942 al CD Málaga. El 1944 retornà al Barcelona. Mai fou titular indiscutible per la presència a l'equip dels germans Gonzalvo i Francesc Calvet. Disputà 46 partits al club. Durant l'estada al club guanyà dues lligues (1947-48, 1948-49), una copa Eva Duarte (1948-49), una copa d'Or Argentina (1945-46) i una Copa Latina (1948-49). El desembre de 1949 fitxà per la UE Sant Andreu, i el 1950 pel Cartagena FC.